# Швеминас, Харис
Харис Швеминас (лит. Haris Šveminas; 1906, Мемель — неизвестно) — литовский легкоатлет, выступавший в беге на короткие и средние дистанции, прыжках в длину и высоту. Участник летних Олимпийских игр 1928 года.

## Биография
Харис Швеминас родился в 1906 году в немецком городе Мемель (сейчас Клайпеда в Литве).
Выступал в легкоатлетических соревнованиях за клуб «Клайпеда». 11 раз становился чемпионом Литвы: по три раза в эстафете 4х100 метров (1927—1928, 1932) и эстафете 4х400 метров (1927, 1929, 1932), по два раза — в беге на 200 метров (1928, 1932) и в беге на 400 метров (1927—1928), один раз — в беге на 100 метров (1927). Кроме того, завоевал две серебряные медали — в беге на 100 метров (1928) и прыжках в высоту (1927) и две бронзовых в прыжках в длину (1928, 1932).
В 1928 году вошёл в состав сборной Литвы на летних Олимпийских играх в Амстердаме. В беге на 100 метров занял в 1/8 финала последнее, 5-е место. В беге на 200 метров занял в 1/8 финала последнее, 3-е место.
Швеминас был первым участником Олимпийских игр из Клайпеды.
О дальнейшей жизни данных нет.

## Личные рекорды
- Бег на 100 метров — 11,3 (1928)[5]
- Бег на 200 метров — 23,2 (1932)[5]